# Acis
Acis là chi thực vật có hoa trong họ Amaryllidaceae.

## Loài
Các loài trong chi Acis gồm:
| - Acis autumnalis (L.) Herb. 1837 (syn.: Leucojum autumnale). - Acis autumnalis var. autumnalis - Acis autumnalis var. oporantha (Jord. et Fourr.) Lledó, A.P.Davis & M.B.Crespo 2004. - Acis autumnalis var. pulchella (Jord. et Fourr.) Lledó, A.P.Davis & M.B.Crespo 2004. - Acis fabrei (Quézel & Girerd) Lledó, A.P.Davis & M.B.Crespo 2004. - Acis ionica Bareka, Kamari & Phitos 2006. - Acis longifolia J.Gay ex M.Roemer 1847. - Acis nicaeensis (Ardoino) Lledó, A.P.Davis & M.B.Crespo 2004. - Acis rosea (F.Martin) Sweet1829. - Acis tingitana (Baker) Lledó, A.P.Davis & M.B.Crespo 2004. - Acis trichophylla Sweet - Acis trichophylla var. trichophylla - Acis trichophylla var. broteroi (Jord. & Fourr.) Lledó, A.P.Davis & M.B.Crespo 2004. - Acis trichophylla var. micrantha (Gattef. & Maire) Lledó, A.P.Davis & M.B.Crespo 2004. - Acis valentina (Pau) Lledó, A.P.Davis & M.B.Crespo 2004. |

## Hình ảnh

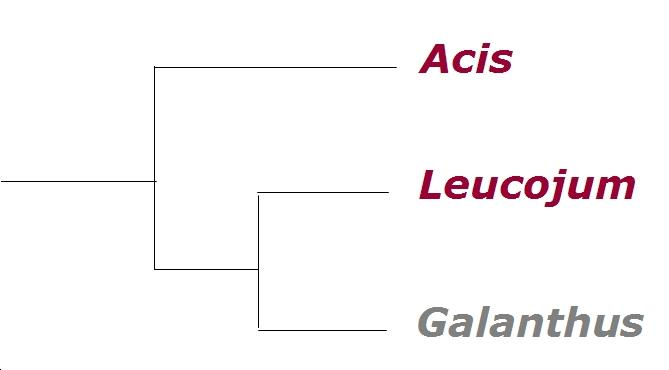
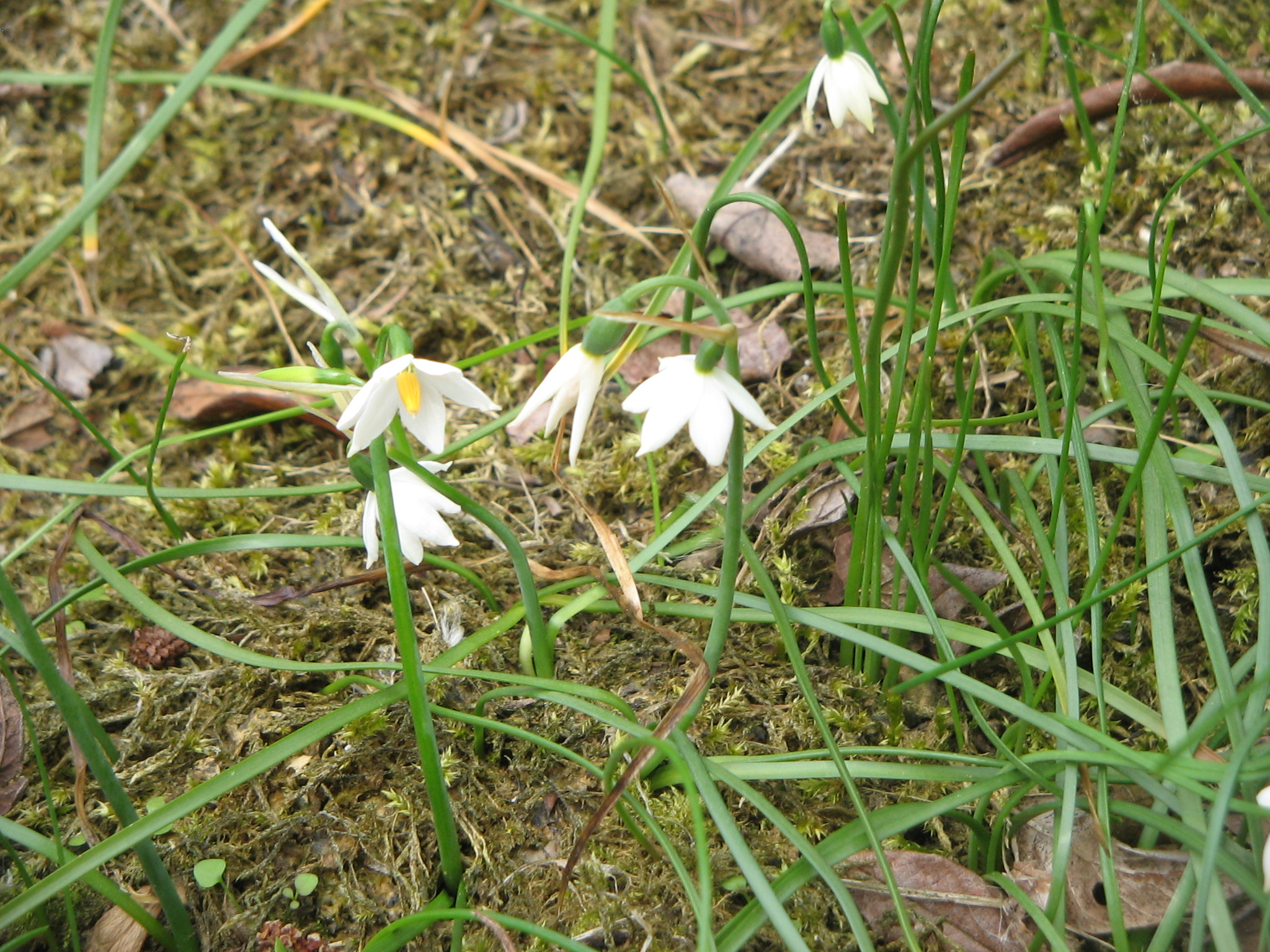

## Hình

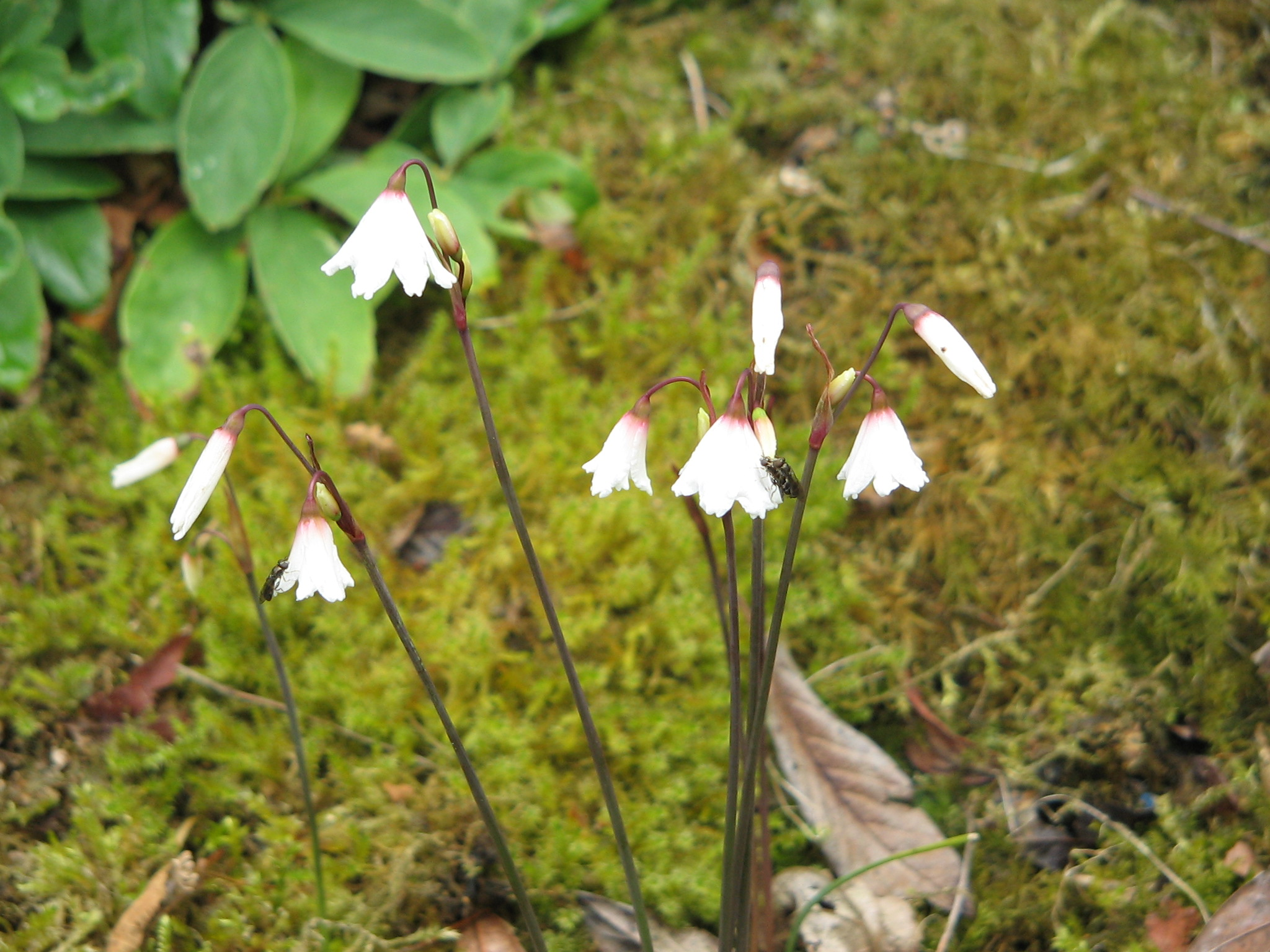
Acis autumnalis
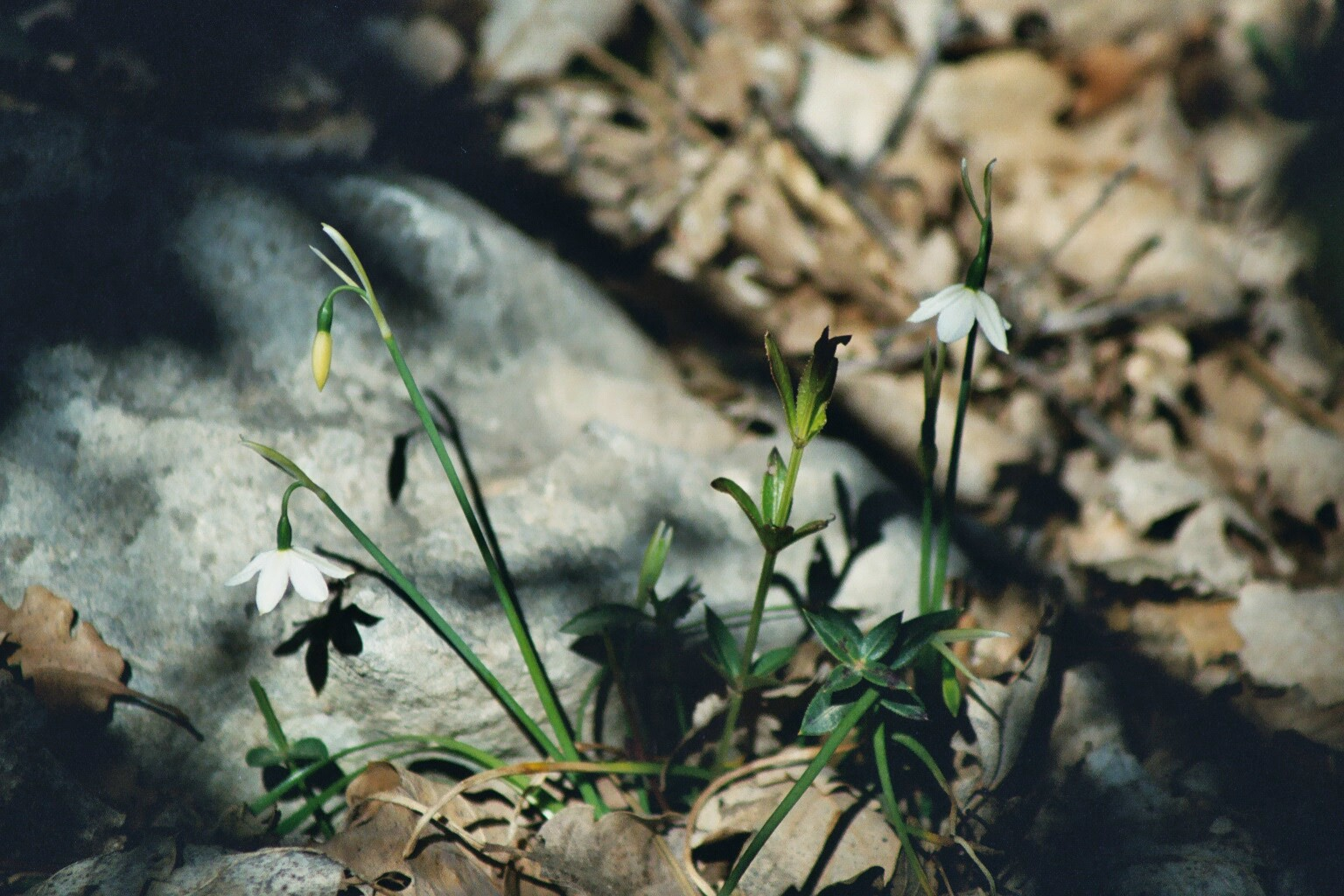
Acis fabrei
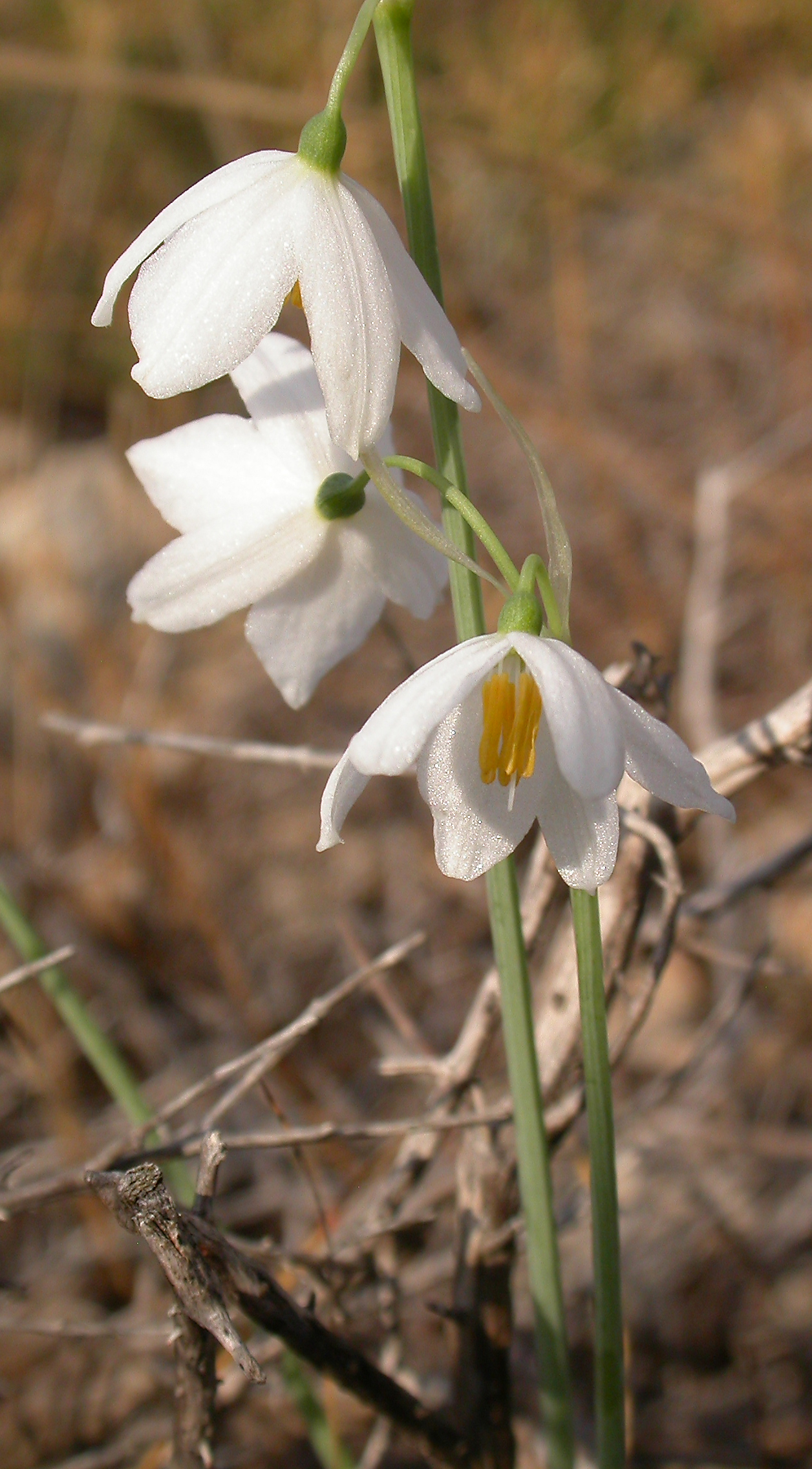
Acis ionica
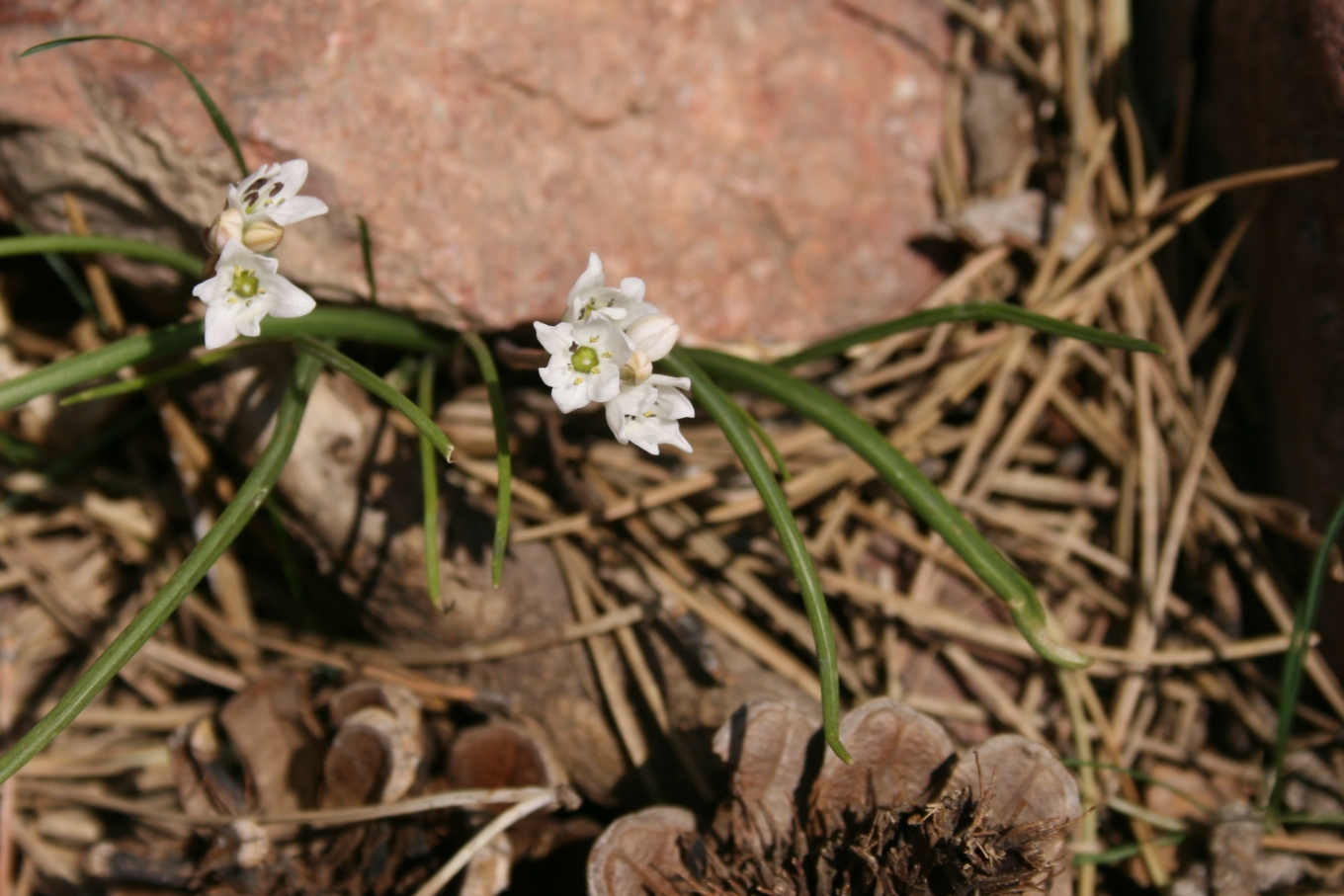
Acis longifolia
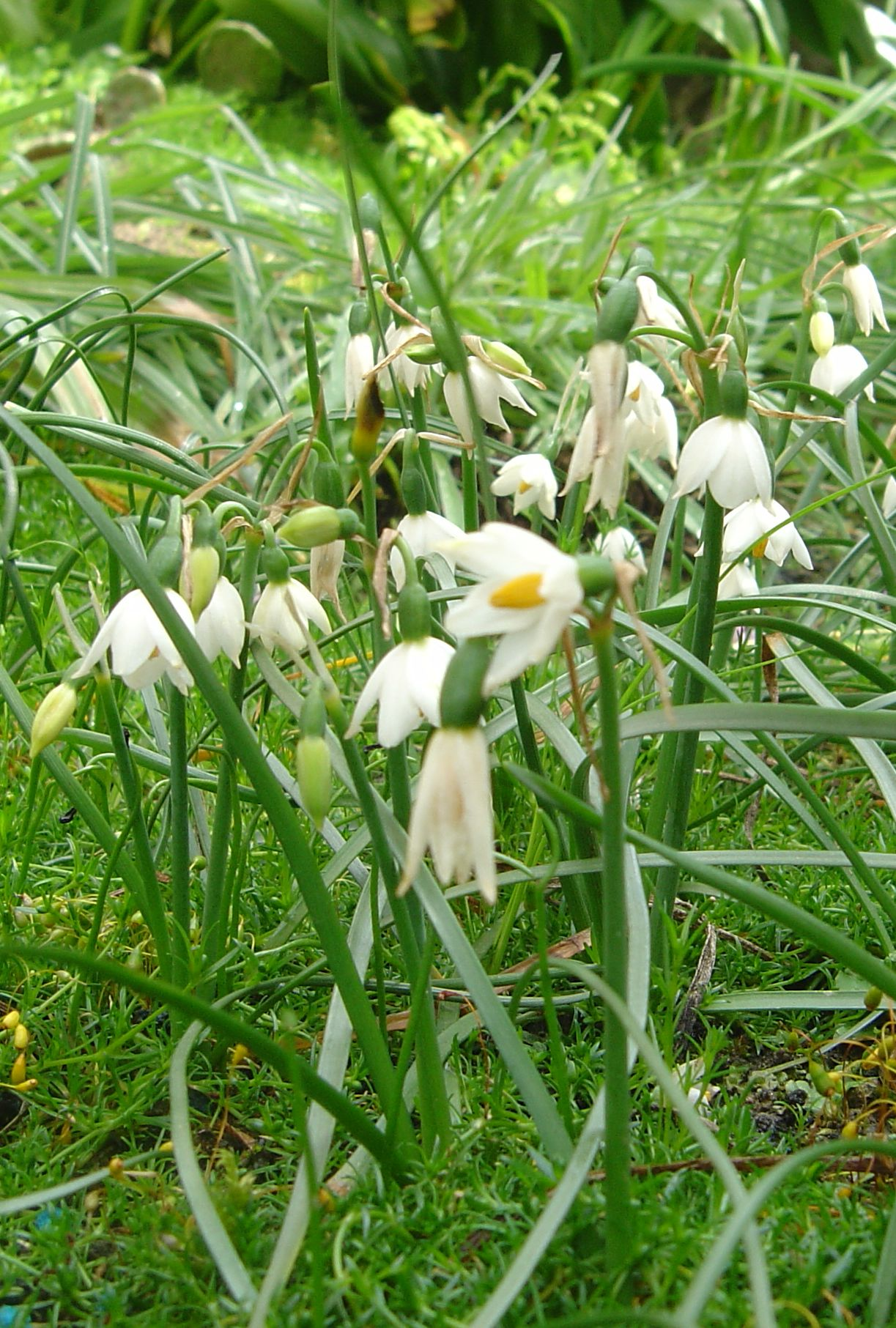
Acis nicaeensis
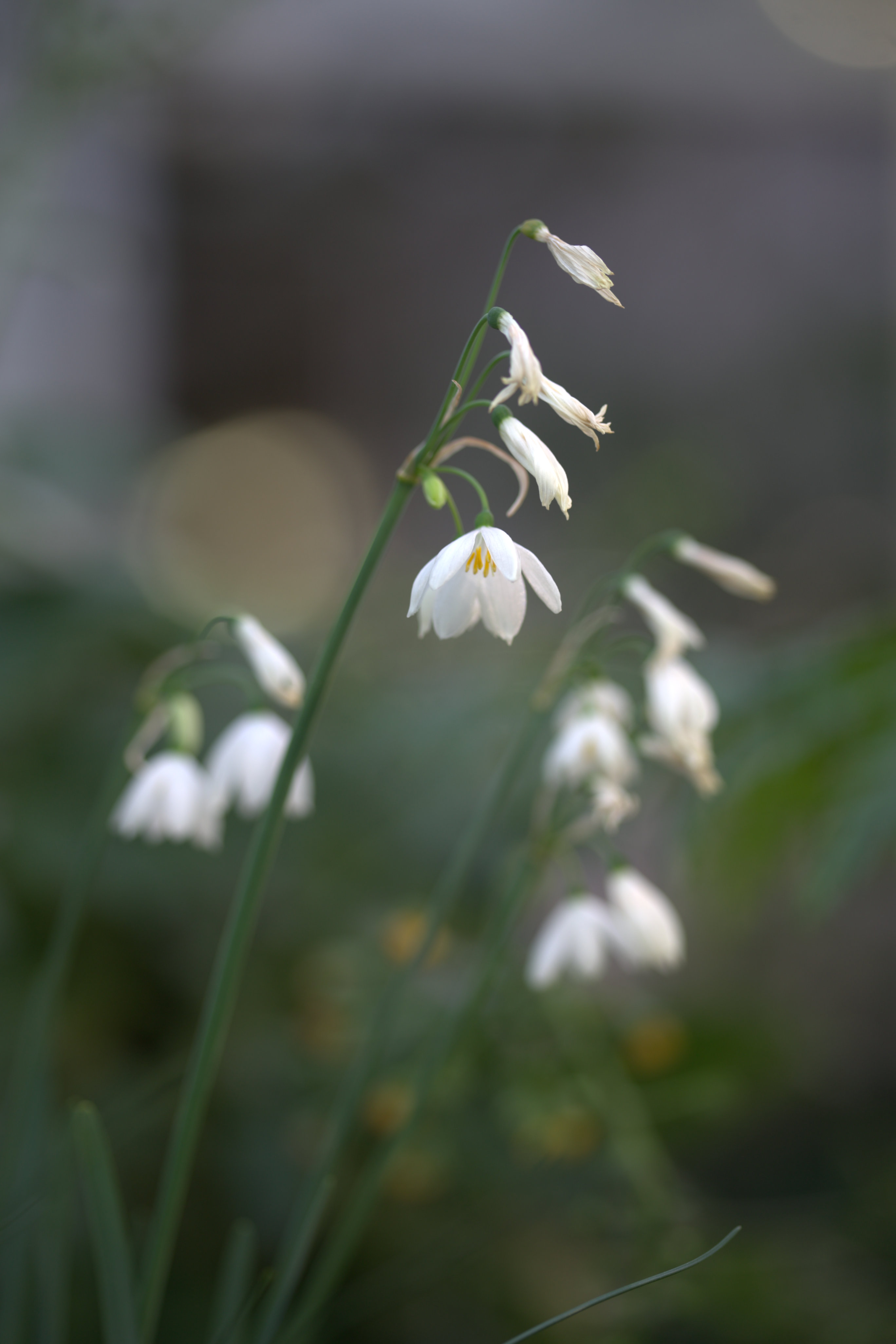
Acis tingitana
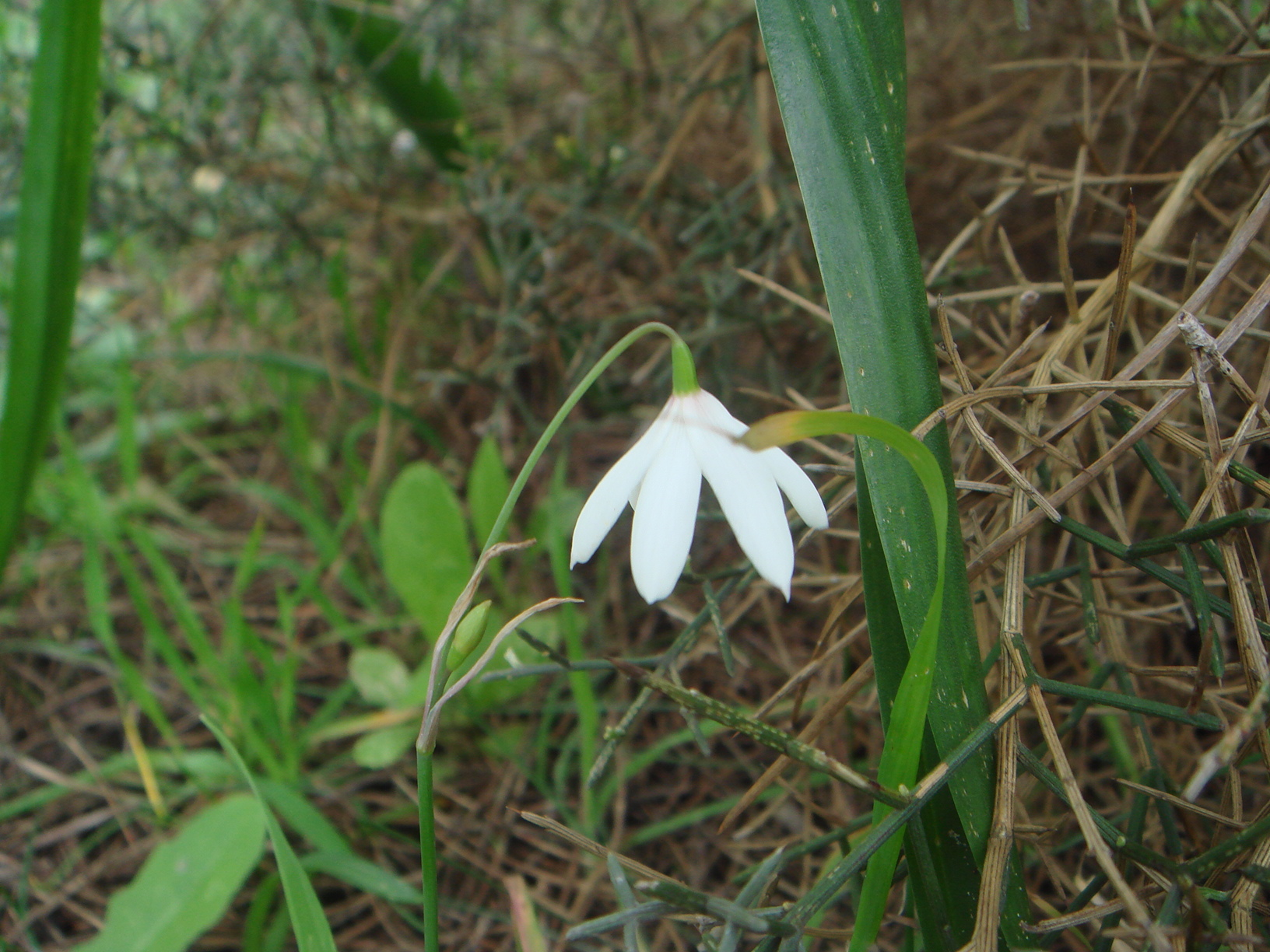
Acis trichophylla
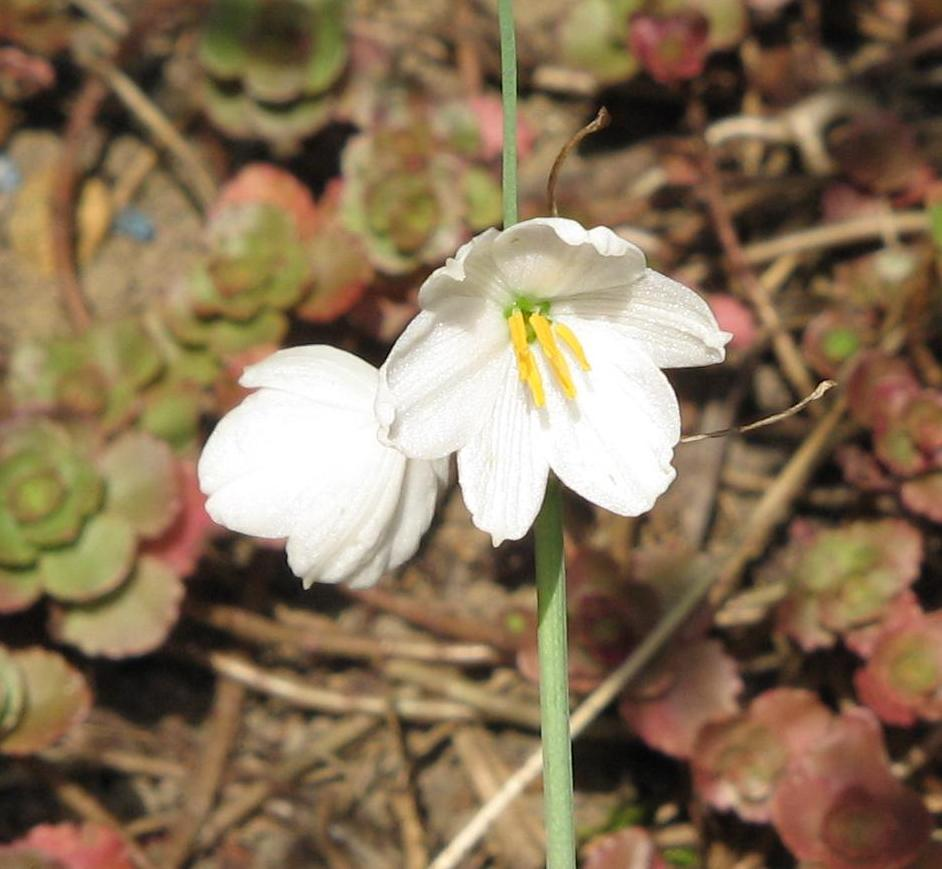
Acis valentina